# José Ignacio (Uruguay)
José Ignacio o Faro José Ignacio es un balneario uruguayo situado en el municipio de Garzón del departamento de Maldonado.

## Ubicación
El balneario se encuentra localizado al sureste del departamento de Maldonado, sobre las costas del océano Atlántico, al este de la laguna José Ignacio y en el km 183 de la ruta nacional 10. Aproximadamente 30 km la separan de la ciudad de Punta del Este y de la capital departamental Maldonado.

## Historia
Existen varias versiones acerca del origen del nombre del balneario. Una de ellas es que el nombre proviene de un antiguo poblador de la zona, llamado José Ignacio Sylveira; otra versión es que refiere al nombre de un faenador o un tropero indio de las Misiones Jesuíticas.
En 1763, el Virrey Cevallos creó una estancia en la zona, donde las tierras pertenecían al patrimonio fiscal y la llamó «José Ignacio».
En 1877, se inauguró el Faro de José Ignacio con el objetivo de evitar naufragios en la zona. La empresa Costa y Cía. fue la encargada de controlar el faro, hasta que en 1907, finalizó la concesión y la explotación del mismo pasó al Estado. En esa época la única forma de acceder al lugar era a caballo, en carruajes, o por mar. El Faro de José Ignacio es símbolo del lugar, fue construido en el extremo más saliente y rocoso de la península. Su altura focal es de 32.5 metros, su alcance geográfico de 16.5 millas, y su alcance lumínico de 9 millas.
En 1907 el agrimensor Eugenio Saiz Martínez realizó el primer loteo de terrenos en el balneario. Sin embargo recién a finales de la década de 1920 se construyeron las primeras casas de material y la primera pulpería. En 1954 se construyó el camino que unía al balneario con ruta 9 y comenzó a funcionar el primer servicio de ómnibus con destino a San Carlos. En la década de 1960 llegaron los primeros veraneantes argentinos y con el tiempo el balneario fue el lugar elegido por muchos famosos para construir sus residencias de vacaciones, lo que impulsó también la instalación de restaurantes exclusivos.

## Características
Se trata de una pequeña península que se interna en el mar a través de sus dos kilómetros de largo y 800 metros de ancho. Hacia el oeste de la península, se encuentra la Playa Brava, que se caracteriza por su ancho y sus grandes olas.Hacia el este, se encuentra localizada la Laguna Garzón,
Se halla entre dos lagunas, la Garzón y la José Ignacio. Rodeado de agua, es un sitio ideal para la pesca de costa y de embarque, por lo que en su oferta gastronómica se destacan los pescados del día, los mariscos y las algas marinas.
Entre estas dos Lagunas hay un espejo de agua dulce que se denomina Laguna Blanca. Igual que la laguna que se encuentra en Manantiales, existe dos Lagunas con el mismo nombre en el departamento de Maldonado.
Su extensión longitudinal es de 200 metros y su anchura 50. Durante los meses de verano se extrae agua para la población, complementando la que viene de la Laguna Blanca, de Manantiales .
En sus inmediaciones existe una zona de chacras estivales que contienen una lujosa infraestructura y una serie de solitarias playas a su disposición que se extienden hacia el este, hasta la laguna Garzón.
José Ignacio es uno de los últimos balnearios antes de llegar a la Laguna Garzón, muy próxima a este. Desde hace muchos años se ha discutido la construcción allí de un puente que una ambas márgenes, a fines de diciembre de 2015 se inauguró el puente uniendo Maldonado con el departamento de Rocha, el cual fue financiado en conjunto por el empresario argentino Eduardo Constantini, quien además impulsa un proyecto urbanístico denominado Las Garzas Blancas, ubicado del lado rochense, y el Gobierno Uruguayo. Hay con menos desarrollos otras iniciativas inmobiliarias de interés cruzando la Laguna Garzón, haciendo que se expanda el área de desarrollo turístico.

## Población
Su población, de acuerdo a los datos del censo de 2011, es de 292 habitantes.
| 26            | 52 | 99 | 170 | 159 | 292 |
| (Fuente: INE) |    |    |     |     |     |

## Transporte

### Servicio de buses
El balneario se encuentra comunicado a través de servicios regulares de ómnibus:
- La línea 14 de CODESA une el balneario con la ciudad de Maldonado a través de la ruta 10 y Punta del Este.[8]
- La línea 25 de la empresa Machado Turismo une el balneario con la ciudad de San Carlos a través de la ruta 10 y camino del Cerro Eguzquiza.
- Las empresas COT y COPSA brindan servicios interdepartamentales regulares que unen el balneario con las ciudades de Punta del Este, Maldonado y Montevideo.[9][10]

### Carreteras
- Ruta 10: hacia el oeste comunica al balneario con la ciudad de Punta del Este y balnearios ubicados en su recorrido; hacia el este comunica con el balneario Arenas de José Ignacio y la Laguna Garzón, en donde desde diciembre de 2015 existe un puente de forma circular que permite atravesarla, comunicando con el departamento de Rocha.
- Camino Eugenio Sainz Martínez: sirve de acceso al balneario desde las ruta nacionales 9 y 10.